# Herman Ullens
Herman Joseph Eugène François Ullens (Schoten, 23 augustus 1825 - Antwerpen, 19 januari 1895) was een Belgisch politicus.

## Biografie

### Familie
Herman Ullens was een telg uit de familie Ullens. Hij was een zoon van Joseph Ullens, schepen van Antwerpen en provincieraadslid van Antwerpen, en Angélique van den Cruyce.
Hij trouwde in 1852 met Stéphanie Le Révérand (1833-1894). Ze kregen twee zoons en een dochter.
- Charles Ullens (1854-1908), advocaat, gemeenteraadslid van Schoten, provincieraadslid van Antwerpen en volksvertegenwoordiger, trouwde in 1893 in Nieuwerkerken met barones Isabelle Whettnall (1868-1901), dochter van baron Edmond Whettnall, burgemeester van Nieuwerkerken, provincieraadslid van Limburg en senator. Ze kregen drie zoons en een dochter, met afstammelingen tot heden.
- Alphonse Ullens (1857-1944), burgemeester van Schoten, trouwde in 1883 in Antwerpen met barones Pauline Osy de Zegwaart (1863-1912), dochter van baron Eduard Osy de Zegwaart, provincieraadslid van Antwerpen, volksvertegenwoordiger, senator en gouverneur van Antwerpen. Ze kregen vier zoons en twee dochters, met afstammelingen tot heden.
- Zoé Ullens (1873-1899), trouwde in 1898 in Schoten met Joseph Montens d'Oosterwyck (1871-1937), zoon van Albert Montens d'Oosterwyck, burgemeester van Loenhout. Ze kregen een zoon, met afstammelingen tot heden.

### Loopbaan
Ullens werd op 30 april 1853 aangesteld als burgemeester van Mortsel en bleef dat ambt uitoefenen tot 1864.
Zijn ouders hadden in 1830 het landhuis Hof ten Dorpe gekocht. Na het overlijden van zijn vader in 1859 kwam het in handen van Herman, die er bleef wonen tot 1871.
Op 23 juni 1938 vernoemde de gemeente Mortsel een straat, de Herman Ullenslei, naar hem.